# 篠原一次
篠原 一次（しのはら かつつぐ、? - 元和7年7月24日（1621年9月10日））は、江戸時代初期の加賀藩士。人持組頭・篠原別家（篠原出羽守家）第2代当主。初名、太輔進。通称は出羽、隼人。戒名は天澄院殿惣月英寒大居士。石高、15000石。家紋は、左二つ巴。菩提寺、曹洞宗・桃雲寺。墓所は、高野山奥の院（前田利長墓所内、篠原家墓所）。
妻は浅井左馬の娘（墓は高野山、一次墓隣接、法名は判読不明）。

## 生涯
篠原出羽守一孝の三男として生まれる。母は、一孝の継室で、青山佐渡守吉次（17000石）の娘・松齢院である。本阿弥光悦とも交流のあった嫡男・篠原一由（主膳、貞秀。母は松齢院とされているが、一孝の前室・円智院と考えられる）が、配流・早世したため、篠原別家（篠原出羽守家）第2代当主となる。
一由の配流に関しては、中納言・松平忠直（徳川家康の孫）を突き飛ばしたとする説と酔って妻の保智姫を打擲した（前田宗家から迎え、丁重に遇した姫を殴打したとはありそうもないが）とする説があり、通常、前説がとられているが、流された場所も異なり、真相は不明である。前田利常（母は、芳春院の侍女で、後に側室となった千代保・寿福院）の家督相続（藩主就任）による新興勢力の台頭と譜代勢力との対立、有力家臣間の暗闘が相俟って、一由が譜代勢力の旗頭に担がれそうになる中での禁教令下保智姫のキリスト教信仰にまつわる讒言によるものと見るのが妥当である。
2代当主となった篠原一次は、兄・一由と保智姫（清妙院、前田利家の九女）の間に誕生した男子・岩松を継子とする（前田家の姫の夫が如何なる理由であろうとも、配流では都合の悪いせいか、「諸氏系譜」では、保智姫を第2代当主・出羽（篠原一次）の室とし、岩松を出羽の実子・虎之助として、操作をしている）。元和7年（1621年）7月24日、篠原出羽一次、死去（早世）。10歳で家督を継いだ岩松（虎之助）も家臣間の暗闘の燠が燻る中、14歳の若さで夭逝し、篠原別家は「篠原出羽守家」としては、15000石の家禄とともに「加賀八家制度」（叙爵制限）ができる以前に一旦は断絶する。その後、篠原別家を第3代当主として継承したのが、篠原一孝の四男・篠原重一（重孝、監物）である。

## 篠原一孝と男子
1591年、前田家の家臣としては、村井長頼と共に最初に叙爵された。従五位下、肥前守、出羽守、栄錦院殿卿󠄁岩道本大居士、17000石。豊臣姓が与えられている。当時、大名の家臣レベルでは、諸大夫（朝散太夫）は全国で12名しか存在していない。前田利家の死に際しては、徳川家康の動静を監視するために大坂に留まった前田利長に代わって利長の命で金沢まで神谷守孝と遺体を護送し、高畠定吉と共に葬儀を執行し、「利家の位牌」を持った。野田山御廟所の前田利家の墓石堂の造立施主も前田利長ではなく、篠原一孝である。「利家公遺言状（芳春院様御筆）」も芳春院（まつ）から一孝へ手渡されている。肥前名護屋での徳川との水（争い）事件（徳川家康家中と一孝配下の足軽の争いが発端）、河北門石垣の再築（「この所は御城の大手なり、石小にして見苦しく候」）など逸話にも事欠かない。前田利長の命で城内で横山長知に切り捨てられた太田長知の遺骸にたまたま登城した一孝が自分が着ていた羽織を脱いで掛けてやったり、禁教令により国外追放となった高山右近（高山南坊。村井長頼、篠原一孝とは不仲であった）護送役に関しては、自らの責任で唐丸籠を通常の籠に変え、佩刀を許可（右近が辞退）するなど、威あっても猛からずの一孝の性格がうかがわれる。金沢城の築城、石垣の建造、犀川からの引水、戸室石の切り出し、銀箔製作、家老・執政としての加賀藩藩政の確立など藩に残した功績は計り知れない。前田利家、一番のお気に入りの家臣（「遺言状」にも一孝のことが事細かに記されている）にとどまらず、藩政時代を通じて比肩する者のない、まさしく一等の家臣である。野田山墓地（金沢市）には「栄錦院殿前羽柴従五位郷岩大居士」と刻まれた笏谷石の宝篋印塔があり（篠原別家墓地）、高野山・前田利長五輪塔背後の6基の五輪塔（篠原家墓所）のうち一つが篠原一孝のものである。
一孝の男子は、長男・主膳一由（貞秀）、二男・出羽一次（隼人）、三男・監物重一（重孝）、四男・六郎（虎之助）の4人とされているが、長男・主膳一由と二男・出羽一次の間に左衛門という男子（二男）が存在していたことが確認できる。従って、二男・出羽一次以下が一つずれて、長男・主膳一由（貞秀）、二男・左衛門、三男・出羽一次（隼人）、四男・監物重一（重孝）、五男・六郎（虎之助）となる。四男・監物重一以外、皆、早世している（実際は、篠原別家を継承した監物重一も長生ではなく早世と言える）。

## 篠原氏-家紋、菩提寺
尾張篠原氏の正式な家紋は、左三つ巴である。左三つ巴は、家祖・篠原長重、篠原一孝、篠原長次が使用。篠原長次が篠原本家を継承してからは、篠原本家（長次直系）で使用。本家から分かれた2つの分家、本家第2代当主篠原長次の二男・篠原長良（大学）の家が、左三つ外巴、本家第3代当主篠原長経の二男・輝豊（刑部）の家が、角の内左三つ巴となる。篠原別家が、左二つ巴である（別家となった篠原一孝が晩年になって使用したのか、篠原別家2代当主・篠原一次以降、使用したのかは、不明）。なお、『末森合戦図絵巻』（前田利嗣の命で明治30年（1897年）から7年の歳月を費やして製作されたもの）には篠原長重、篠原一孝も登場（描かれている）が篠原家の家紋として指物（旗差し物）に左三つ巴が描かれ、さらに第三段「前田利家出陣の図」と第七段「篠原一孝追及図」の一孝の袴に左二つ巴が描かれている。前田利家と佐々成政の戦いとなった末森の戦いは、天正12年（1584年）のことであり、この時点では篠原長次も生まれておらず、篠原家に左二つ巴の家紋は存在していない。恐らく、幕末に家老として活躍し、明治に大参事となった篠原別家第12代当主・篠原一貞（一孝系）の家紋が左二つ巴だったので、念のため、左三つ巴に加えて左二つ巴も描き加えられたものと考えられる。
篠原氏の菩提寺であるが、篠原本家、本家からの2つの分家、別家では篠原一孝、篠原一次が曹洞宗・桃雲寺（金沢市、明治2年（1869年）の火災で前田利家、芳春院の位牌を含め、江戸時代までの位牌は全て焼失）であり、篠原別家第3代当主・篠原重一以降が日蓮宗・立像寺（金沢市）である。家祖・篠原長重の葬儀は、京都、東山光大禅寺で執り行われたが、桃雲寺創建後に菩提寺となる。また、篠原一孝の前室・円智院（前田利家の養女・実弟、佐脇良之の娘）は、日蓮宗・妙法寺（金沢市）の開基である。

## 篠原別家当主
家祖（興祖）篠原長重-初代当主・篠原一孝（勘六）-（嫡男・篠原一由、配流。室は保智姫）-第2代当主・篠原一次（出羽）-（岩松）-第3代当主・篠原重一（重孝、監物）-第4代当主・篠原一致（重好、監物）-第5代当主・篠原一脩（市正）-第6代当主・篠原一輝（将監）監-第7代当主・篠原一定（帯刀）-第8代当主・篠原一公（帯刀）-第9代当主・篠原一清（監物、散木）-第10代当主・篠原一進（頼母。娘・順は、本家8代当主・篠原忠貞の室）-第11代篠原精一（一精、監物、敬斎）-第12代当主・篠原一貞（勘六）。明治時代となる。